# 담양 보리암
담양 보리암(潭陽 菩提庵)은 대한민국 전라남도 담양군 용면 월계리에 있는 암자이다. 1984년 2월 29일 전라남도의 문화재자료 제19호로 지정되었다.

## 개요
보리암은 누가 언제 세웠는지 알 수 없다. 조선 숙종 20년(1694)에 쓴 『보리암중수기』에 따르면 보조국사가 세운 뒤 정유재란으로 불탄 것을 선조 40년(1607)에 승려 신찬이 고쳐 지었고, 효종 1년(1650) 스님들이 힘을 모아 다시 지었다고 한다. 보리암이라고도 하는 이 암자는 1983년 주지 성묵스님이 현 법당을 복원하였다.
법당은 앞면 5칸·옆면 2칸 규모이며, 지붕은 옆면에서 볼 때 여덟 팔(八)자인 팔작지붕이다. 지붕 처마를 받치기 위해 장식하여 만든 공포는 새 부리 모양으로 장식한 익공 양식으로 꾸몄다.
이곳은 임진왜란 때 충장공 김덕령 장군의 부인 흥양 이씨가 순절한 곳이기도 한데 임진왜란 당시 흥양 이씨는 왜적에게 쫓기자, 절벽에서 몸을 던져 순절하였다. 지금도 암벽에는 헌종 6년(1840)에 담양부사 조철영이 이 사실을 새겨 놓은 명문이 남아 있다.

## 참고 자료
- 보리암 - 국가유산청 국가유산포털